# Guidobaldo II della Rovere
Guidobaldo II della Rovere (ur. 2 kwietnia 1514 w Urbino, zm. 28 września 1574 w Pesaro) – książę Urbino i Gubbio, kondotier, gubernator (dowódca) armii Republiki Weneckiej, a następnie z nadania papieża gubernator Fano, kapitan generalny Świętego Kościoła Rzymskiego i prefekt Rzymu.
Urodził się jako drugi syn (jego starszy brat Fryderyk zmarł w niemowlęctwie) księcia Urbino i Gubbio – Franciszka Marii I i jego żony księżnej Eleonory. Na tron wstąpił po śmierci ojca 20 października 1538.
Był dwukrotnie żonaty. Po śmierci Guidobaldo II jego następcą został jedyny syn – książę Franciszek Maria II della Rovere.